# Pródromo (medicina)
Na medicina, pródromo é um sinal ou grupo de sintomas que pode indicar o início de uma doença antes que sintomas específicos surjam. O termo é derivado da palavra grega prodromos ou precursor. Pródromos podem ser sintomas não-específicos ou, em alguns casos, podem indicar claramente uma doença em particular, como a aura prodromal da enxaqueca.
Febre, mal-estar, dor de cabeça e falta de apetite são sinais de pródromos que frequentemente antecedem distúrbios infecciosos. Um pródromo pode ser o precursor do surgimento de um distúrbio neurológico crônico, como a enxaqueca ou a epilepsia, nos quais o pródromo inclui euforia, escotoma, desorientação, afasia ou fotossensibilidade.
Na fase final da gravidez, os pródromos ou pré-parto, erroneamente chamados de "falso trabalho de parto", são os sinais que antecedem a fase latente do trabalho de parto. Podem ser caracterizados por contrações irregulares do útero ou a saída do tampão mucoso. 

## Na esquizofrenia
Ver também: Estado mental de risco.
O pródromo da esquizofrenia é o período de desempenho reduzido que postula-se estar correlacionado com o surgimento de sintomas psicóticos. O conceito já foi considerado como precursor de psicose emergente e é investigado desde a metade dos anos 90.
O pródromo da esquizofrenia, ou síndrome de risco de psicose como é conhecido, é uma síndrome proposta para ser usada no DSM-V (a ser lançado em 2013). É também definido como "a aura que precede um surto psicótico em até dois ou três anos." Pacientes nessa condição "ainda têm 'insight' - uma palavra crucial na literatura psiquiátrica, indicando que um paciente ainda é capaz de reconhecer uma percepção de mundo alterada como um sinal de doença, não como uma revelação." O pródromo também é por vezes chamado "síndrome de sintomas psicóticos atenuados."
Cerca de um terço dos pacientes com o pródromo são diagnosticados com esquizofrenia ou outra psicose em alguns anos. No North American Prodrome Longitudinal Study (Estudo Longitudinal de Pródromo Norte Americano), pesquisadores descobriram que 35% dos pacientes tiveram um surto psicótico em até dois anos e meio após avaliação em uma clínica. Além do pródromo, ao combinar duas ou três variáveis como risco genético de esquizofrenia com recente deterioração de atividades, altos níveis de pensamentos incomuns, altos níveis de suspeita ou paranoia, maior prejuízo social e histórico de abuso de drogas, o nível estatístico de previsibilidade do desenvolvimento de psicose ou outro distúrbio psicótico chegou a 80%. 65% perceberam que seus sintomas passaram ou se estabilizaram. Um surto psicótico se mostrou estatisticamente mais provável (43 % contra 35 %) se o paciente abusasse de drogas.

### Características
Algumas experiências e comportamentos foram catalogados como principais na identificação do pródromo da esquizofrenia. A identificação precoce é incomum pois os indivíduos sentem dificuldade em interpretar e descrever suas experiências.

Duas principais categorias de experiências e comportamentos foram destacadas. São elas:
1. preocupação extrema e reclusão a ideias supervalorizadas (como ideias mágicas, pensamentos incomuns, filosofia, misticismo, religião, temas existenciais, treinamento mental, meditação, reencarnação, etc.)
2. distúrbio na auto-percepção

Também foram identificadas quatro características potenciais:
1. abandono ou evasão de escola, universidade ou emprego
2. mudança de interesses acentuada e duradoura (de interesses sociais como festas, eventos, cinemas para individuais, introvertidas, por exemplo)
3. passividade, retiro ou isolamento social acentuado
4. mudança geral acentuada e duradoura no comportamento ou aparência [7]

## Fase prodromal de doenças comuns
- Sarampo - Sinais catarrais (rinorreia e conjuntivite), hipertemia e Sinal de Koplik.
- Enxaqueca - Não existe pródromo sempre e pode variar entre indivíduos, mas pode incluir humor alterado, irritabilidade, depressão ou euforia, fadiga, bocejos, sonolência excessiva, ânsia por certos alimentos (por exemplo, chocolate), rigidez muscular (especialmente no pescoço), constipação ou diarreia, urinação excessiva.[8]